# Imbriogon

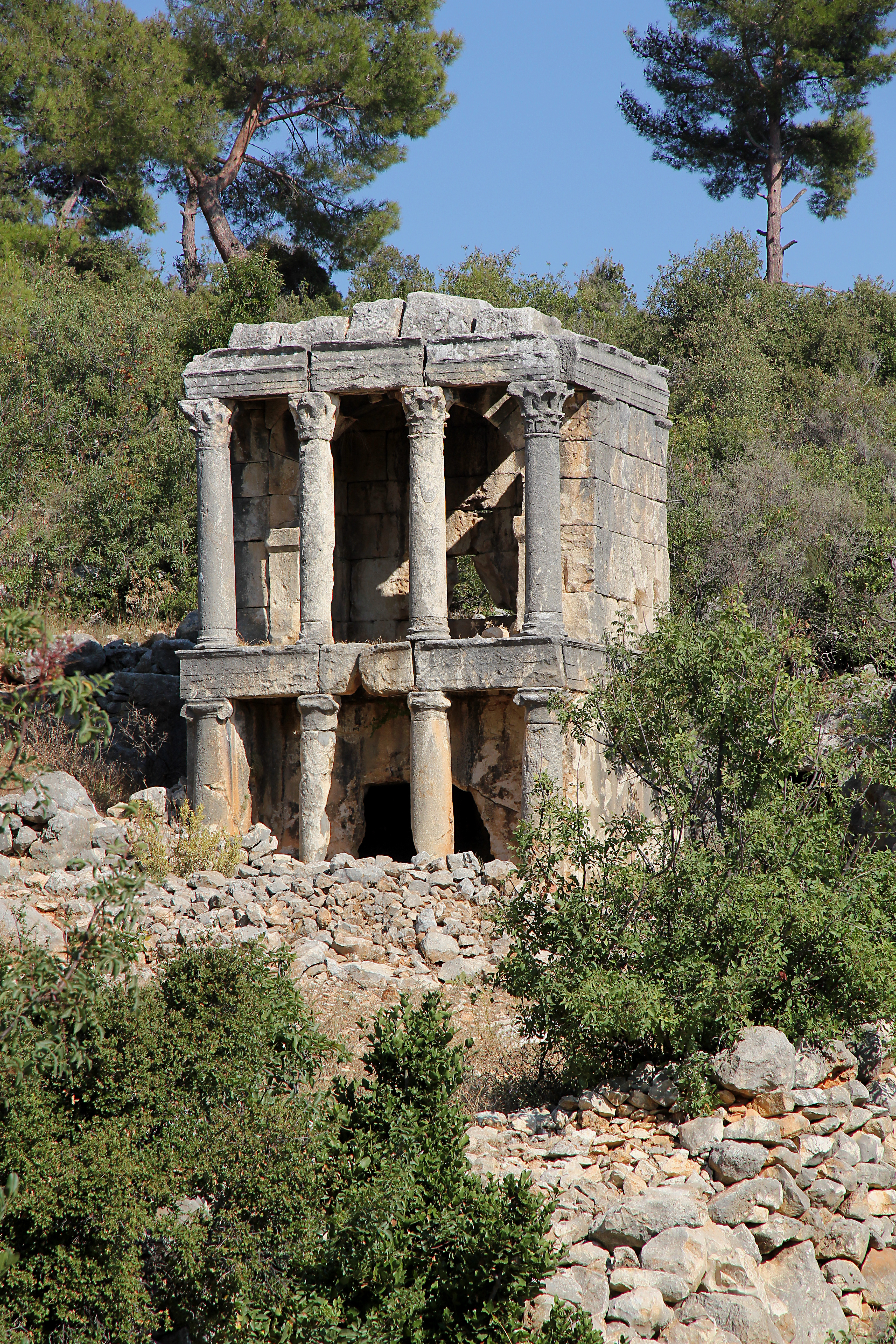
Zweistöckiges Tempelgrab

Imbriogon war ein antiker Ort im Rauen Kilikien, der heutige Name ist Demircili (früher Dösene) im Landkreis Silifke in der türkischen Provinz Mersin. Er liegt an der Straße von Seleukia am Kalykadnos (Silifke) nach Diokaisareia (Uzuncaburç), etwa 8 km nördlich von Silifke.
Imbriogon wurde wahrscheinlich im 2. Jahrhundert n. Chr. als Sommerwohnort für wohlhabende Bürger von Seleukia gegründet. Da keine Relikte aus christlicher Zeit vorliegen, wird angenommen, dass der Ort schon bald wieder aufgegeben wurde. Erhalten sind hauptsächlich sieben Haus- und Tempelgräber, die alle ins zweite und dritte Jahrhundert datiert werden. Sie sind teilweise zweigeschossig und bis zu 7,5 m hoch. Ein zweistöckiges Tempelgrab hat im 2,3 m hohen Untergeschoss ionische Säulen und im 2,9 m hohen Obergeschoss korinthische Kapitelle. Im Inneren stehen noch drei erhaltene Sarkophage. Am Akropolishügel liegen noch einige Reste der antiken Stadt, so ein römisches Badehaus mit einem Fußbodenmosaik, das den Meergott und eine griechische Inschrift zeigt. Außerdem sind Säulenreste von zwei Heroa zu finden, wobei eines in einer Säuleninschrift der Familie des Anglus zugewiesen wird. Ebenfalls auf dem Akropolishügel steht ein stark ruinöses Turmgrab. Im Osten des Ortes, auf dem höchsten Punkt eines den Ort überschauenden Hügels, steht ein weiteres Turmgrab mit pyramidenförmigem Dach. Auf dem Dachknauf vermuten Josef Keil und Adolf Wilhelm eine Statue des Grabinhabers.

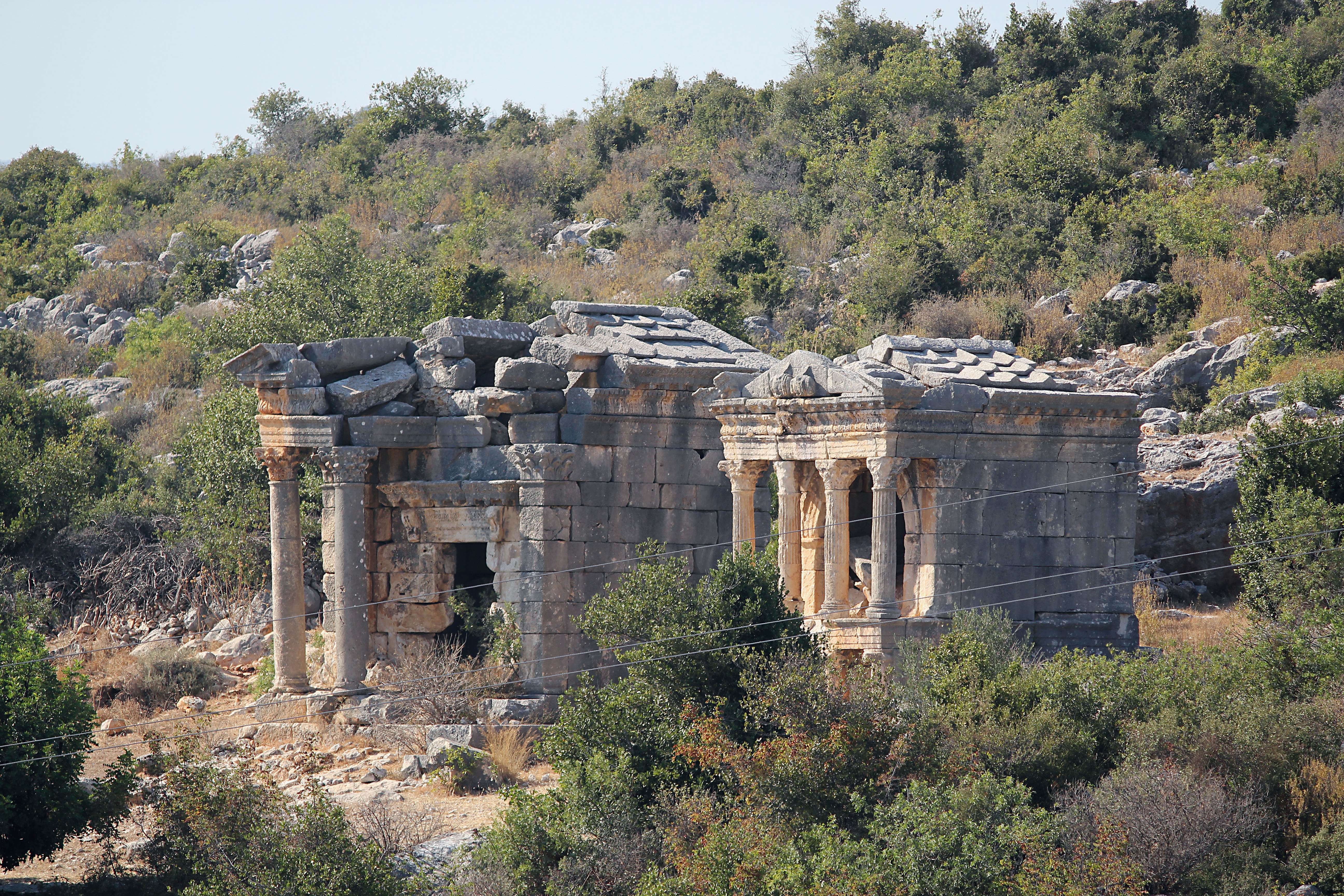
Zwei Tempelgräber
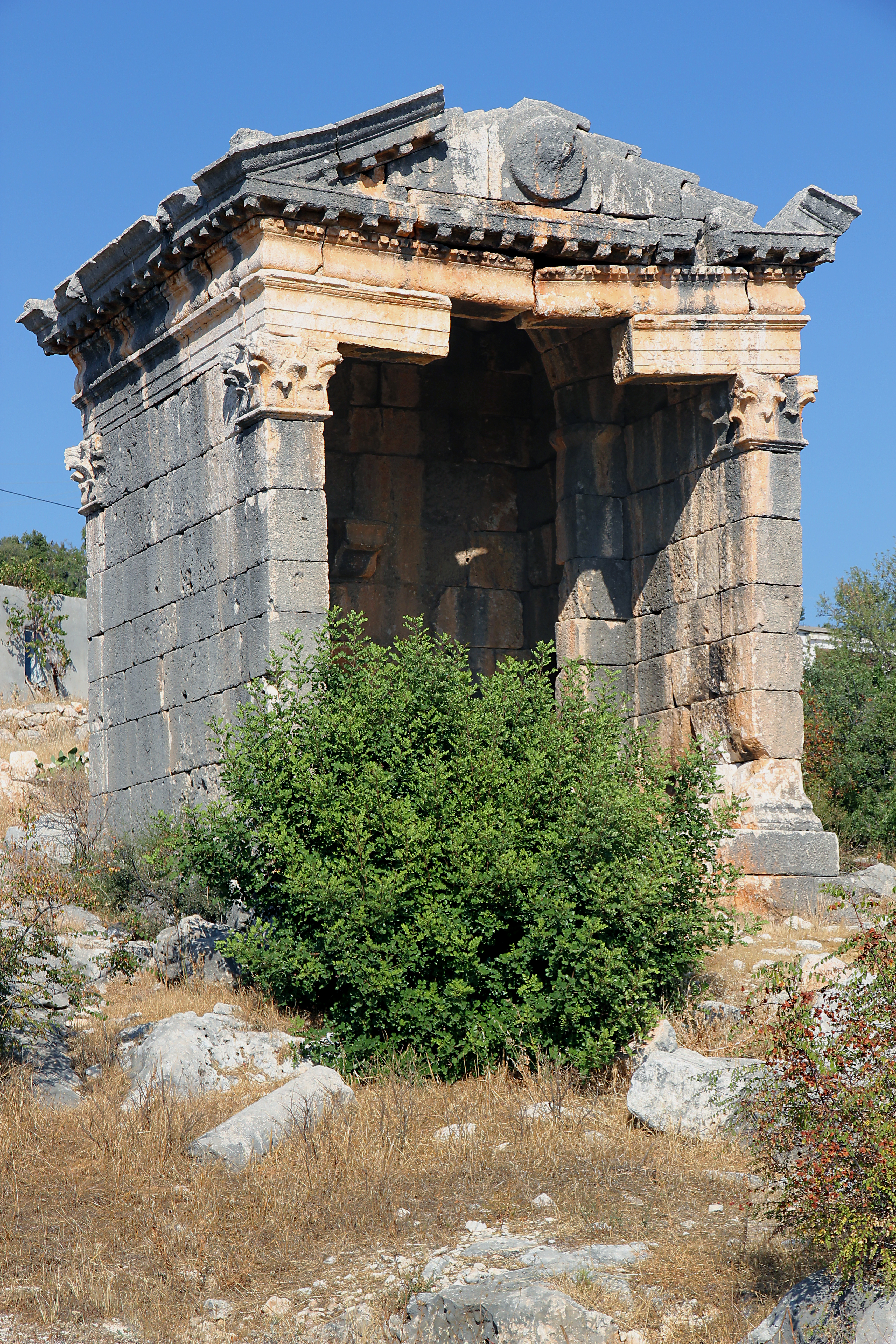
Hausgrab
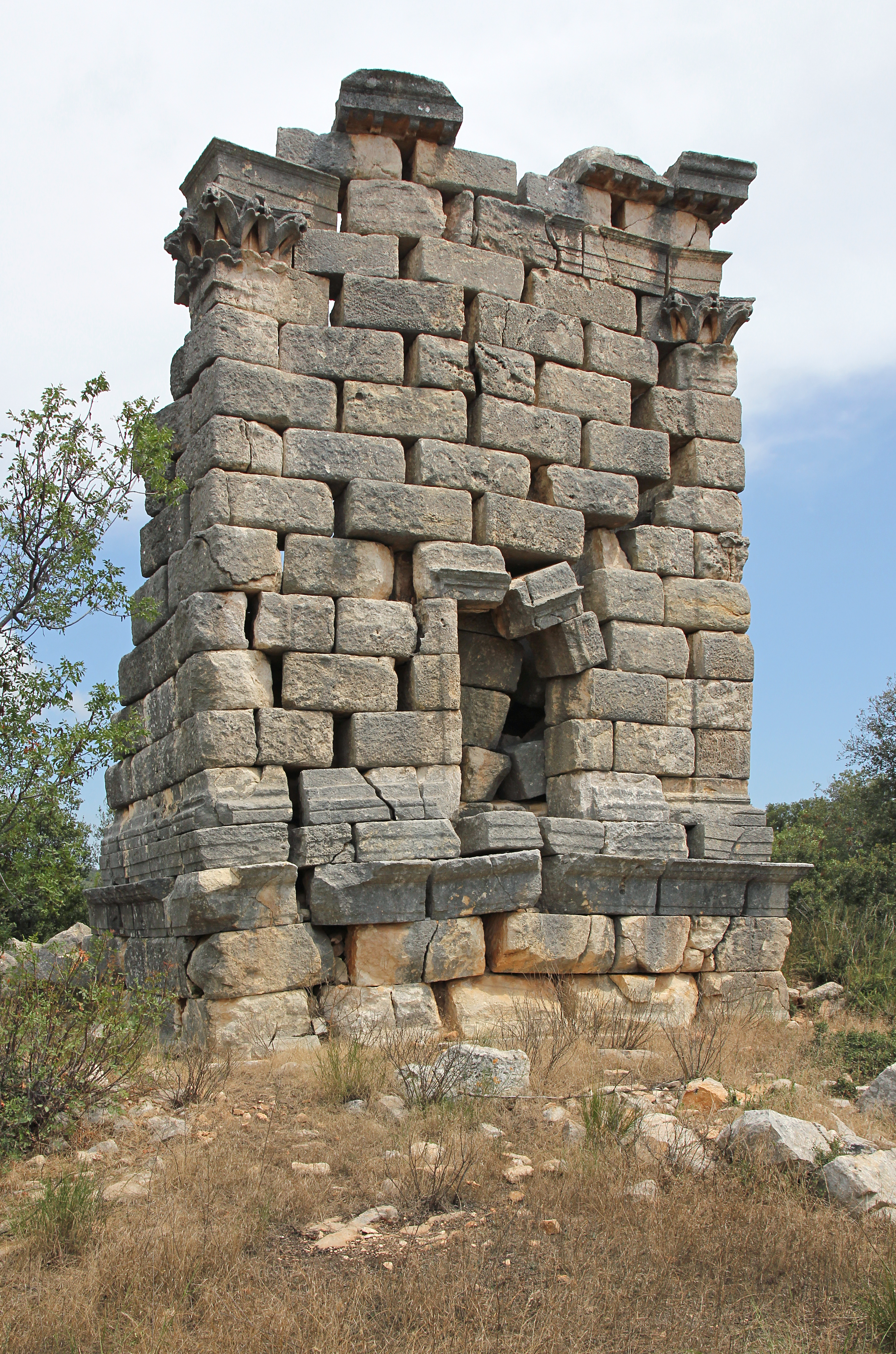
Turmgrab
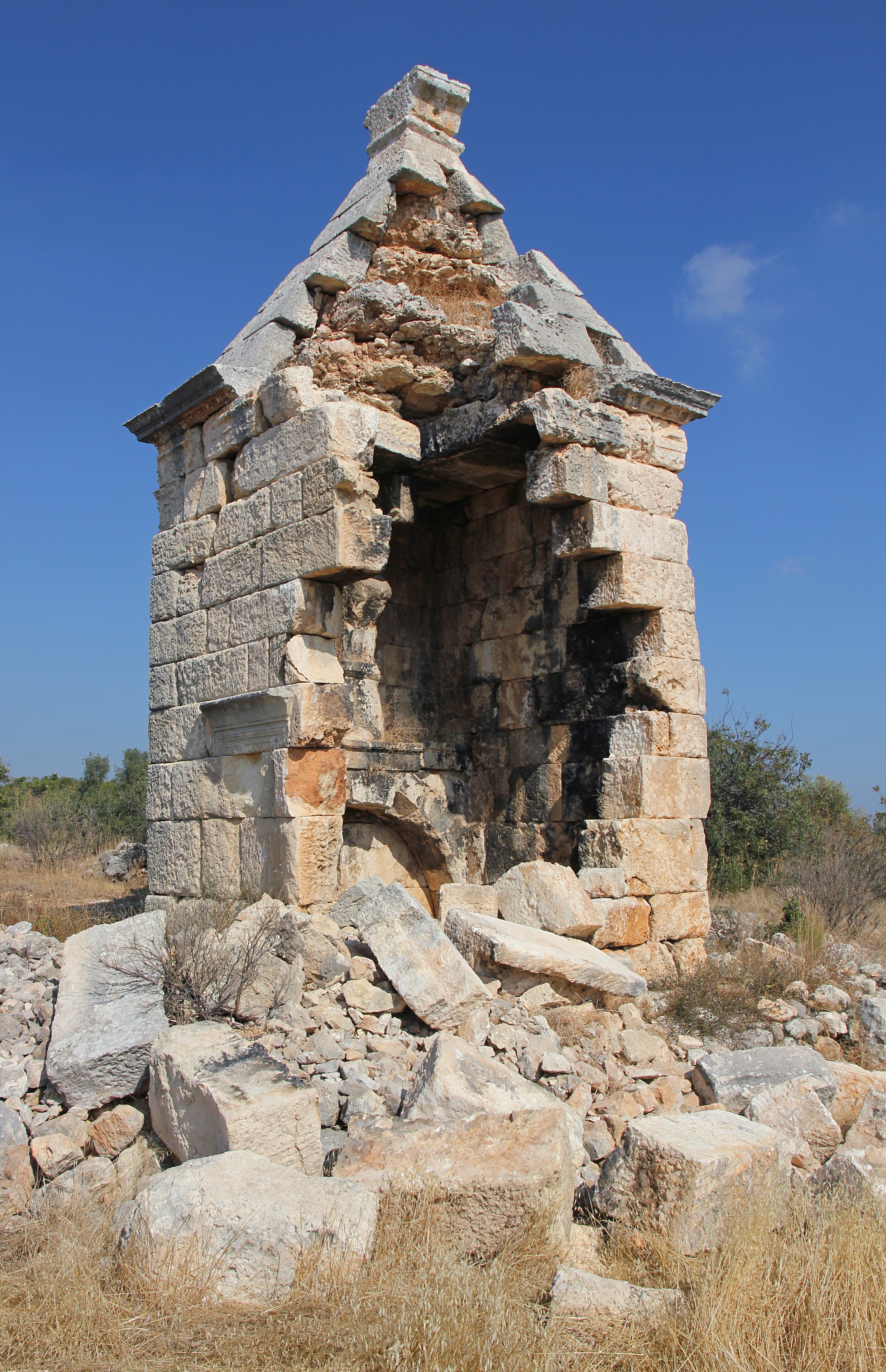
Pyramidengrab